# Do They Know It's Christmas?
"Do They Know It's Christmas?" original foi gravado em 25 de novembro de 1984 e lançado no Reino Unido em 15 de dezembro, chegando ao primeiro lugar.
Em 1989 uma nova formação foi reunidade depois de outra onda de fome na Etiópia. A Band Aid II regravou "Do They Know It's Christmas?", e a canção foi novamente a primeira colocada nas paradas britânicas.
Em 2004 outra formação, chamada de Band Aid 20, gravou mais uma vez o compacto, desta vez para o aniversário de 20 anos do projeto. Apesar de regravar a mesma canção, foi decidido mudar um pouco o estilo musical. Mais uma vez foi um sucesso, alcançando o topo das paradas musicais em 5 de dezembro de 2004.

## Sobre a canção
"Do They Know It's Christmas" é um single gravado por vários artistas para a campanha de Natal beneficente da África. O compacto original foi gravado em um único dia, 25 de novembro de 1984 e lançado no Reino Unido em 15 de dezembro e chegou ao primeiro lugar.
Dentre os artistas presentes estão:  Adam Clayton (U2), Phil Collins (Genesis),  Bob Geldof (The Boomtown Rats),  Steve Norman (Spandau Ballet),  Chris Cross (Ultravox), John Taylor (Duran Duran),  Paul Young,  Tony Hadley (Spandau Ballet),  Glenn Gregory (Heaven 17),  Simon Le Bon (Duran Duran),  Simon Crowe (The Boomtown Rats),  Marilyn (cantor inglês),  Keren Woodward (Bananarama),  Martin Kemp (Spandau Ballet),  Jody Watley (Shalamar),  Bono (U2), Paul Weller (The Style Council),  James "J.T." Taylor,  George Michael,  Midge Ure, Martyn Ware (Heaven 17), John Keeble (Spandau Ballet), Gary Kemp (Spandau Ballet), Sarah Dallin (Bananarama), Siobhan Fahey (Bananarama), Pete Briquette (The Boomtown Rats), Francis Rossi  (Status Quo), Robert 'Kool' Bell, Dennis J. T. Thomas (Kool & the Gang), Andy Taylor (Duran Duran), Jon Moss (Culture Club), Sting, Rick Parfitt (Status Quo), Nick Rhodes (Duran Duran), Johnny Fingers (The Boomtown Rats), David Bowie, Boy George (Culture Club), Holly Johnson (Frankie Goes to Hollywood), Paul McCartney, Stuart Adamson (Big Country), Bruce Watson (Big Country), Tony Butler (Big Country), Mark Brzezicki (Big Country),

### Formatos
- CD single europeu

1. "Do They Know It's Christmas" – 3:48
2. "Do They Know It's Christmas" (Radio Edit) – 3:33

### Posições
| Paradas (1984)                     | Melhor posição |
| ---------------------------------- | -------------- |
| Alemanha - Hot 45 Singles          | 26             |
| Bélgica - Hot 100 Singles          | 14             |
| União Europeia - Eurochart Hot 100 | 1              |
| Irlanda - Hot 50 Singles           | 1              |
| Reino Unido - Hot 100 Singles      | 1              |

## Versão de Band Aid II
"Do They Know It's Christmas?" foi regravado em Novembro de 1989 por vários artistas como Bananarama e Kylie Minogue. O single foi lançado em 1 de dezembro de 1989 e chegou ao primeiro lugar no Reino Unido, vendendo 500,000 cópias e sendo o 9º single mais vendido do ano, superando até mesmo Like a Prayer, de Madonna.
Os artistas que participaram desse single foram: Bananarama, Big Fun, Bros, Cathy Dennis, D Mob, Jason Donovan, Kevin Godley, Glen Goldsmith, Rolf Harris, Kylie Minogue, The Pasadenas, Marti Pellow, Chris Rea, Cliff Richard, Jimmy Somerville, Sonia, Lisa Stansfield, Technotronic, Wet Wet Wet

### Formatos
- CD single

1. "Do They Know It's Christmas" – 3:48
2. "Do They Know It's Christmas" (Radio Edit) – 3:33

### Posições
| Paradas (1989)                    | Melhor posição |
| --------------------------------- | -------------- |
| Alemanha - Hot 45 Singles         | 58             |
| União Europeia -Eurochart Hot 100 | 1              |
| Irlanda - Hot 50 Singles          | 1              |
| Reino Unido - Hot 100 Singles     | 1              |

## Versão de Band Aid 20
"Do They Know It's Christmas?" foi regravado novamente em Novembro de 2004 em comemoração aos 20 anos da canção por vários artistas como Bono Vox, Dido, Joss Stone e Rachel Stevens, parte da assembléia chamada de Band Aid 20.
O single foi tocado a primeira vez no programa "The Chris Moyles Show (na BBC Radio 1) e na rádio Capital, às 8h, em 16 de novembro de 2004. O vídeo foi ao ar no Reino Unido simultaneamente em vários canais, incluindo os cinco canais mais assistidos do Reino Unido, em 18 de novembro de 2004, com uma introdução por Madonna.
A canção foi oficialmente lançada em 29 de novembro de 2004, e alcançou novamente o primeiro lugar, vendendo 200,000 cópias e arrecadado dinheiro para combater a fome na região sudanesa da África.
Os artistas que participaram desse single foram: Bono, Dido, Sugababes, Snow Patrol, Rachel Stevens, Joss Stone, Daniel Bedingfield, Natasha Bedingfield, Vishal Das, Busted,Chris Martin (Coldplay), Justin Hawkins, Dizzee Rascal, Ms Dynamite, Skye Edwards (Morcheeba), Estelle, Danny Goffey (Supergrass)  , Neil Hannon (The Divine Comedy), Fran Healy (Travis), Jamelia, Keane, Beverley Knight, Lemar, Thom Yorke, Jonny Greenwood, Shaznay Lewis, Paul McCartney, Katie Melua, Roisin Murphy, Feeder, The Thrills, Robbie Williams, Will Young,

### Formatos
- CD single

1. "Do They Know It's Christmas" – 4:42
2. "Do They Know It's Christmas" (Radio Edit) – 4:35

### Posições
| Paradas (2004)                     | Melhor posição |
| ---------------------------------- | -------------- |
| Alemanha - Hot 45 Singles          | 7              |
| Austrália - Hot 100 Singles        | 9              |
| Áustria - Top 150 Singles          | 15             |
| Bélgica - Top Singles              | 2              |
| Canadá - Hot 45 Singles            | 1              |
| União Europeia - Eurochart Hot 100 | 1              |
| França - Hot 100 Singles           | 72             |
| Irlanda - Hot 50 Singles           | 1              |
| Itália - Hot 100 Singles           | 1              |
| Nova Zelândia - Hot Singles        | 1              |
| Noruega - Hot 100                  | 6              |
| Suíça - Hot 50 Singles             | 7              |
| Suécia - Hot 45 Singles            | 4              |
| Reino Unido - Hot 100 Singles      | 1              |

## Versão de Band Aid 30
Numa conferência de imprensa a 10 de Novembro de 2014, Sir Bob Geldof e Midge Ure anunciaram que em 2014 um grupo de artistas voltaria a juntar-se para re-gravar a canção, mas desta vez sob o nome de "Band Aid 30" e os lucros reverteriam a favor da resolução da epidemia de ébola.
Tracy Emin criou a capa de arte para o single, enquanto que Paul Epworth produziu a faixa. A contribuição com vocais coube a músicos como Ed Sheeran, One Direction, Paloma Faith, Ellie Goulding, Seal, Sam Smith, Sinéad O'Connor, Rita Ora, Emeli Sandé, Bastille, Olly Murs, bem como o vocalista da banda Coldplay, Chris Martin, e dos U2, Bono, e os violinistas da banda Clean Bandit, Milan Neil Amin-Smith e Grace Chatto. O seu lançamento ocorreu a 17 de Novembro de 2014, 11 dias do 30.º aniversário da edição da versão original da faixa.

### Faixas e formatos
| Descarga digital |                                       |         |  |
| N.º              | Título                                | Duração |  |
| 1.               | "Do They Know It's Christmas? (2014)" | 3:48    |  |

### Desempenho nas tabelas musicais

#### Posições
| Tabela musical (2014)               | Melhor posição |
| ----------------------------------- | -------------- |
| Austrália - ARIA Singles Chart      | 3              |
| Bélgica - Ultratip (Flandres)       | 19             |
| Bélgica - Ultratip (Valónia)        | 10             |
| Escócia - Scottish Singles Chart    | 1              |
| Irlanda - Top 100 Singles           | 1              |
| Nova Zelândia - NZ Top 40 Singles   | 2              |
| Países Baixos - Mega Single Top 100 | 4              |
| Reino Unido - UK Singles Chart      | 1              |
| Suíça - Schweizer Hitparade         | 5              |